# Svartabborrtjärnen (Edefors socken, Norrbotten, 735923-171962)
Svartabborrtjärnen är en sjö i Bodens kommun i Norrbotten och ingår i Luleälvens huvudavrinningsområde.